# Jacob Isaacsz. van Swanenburg

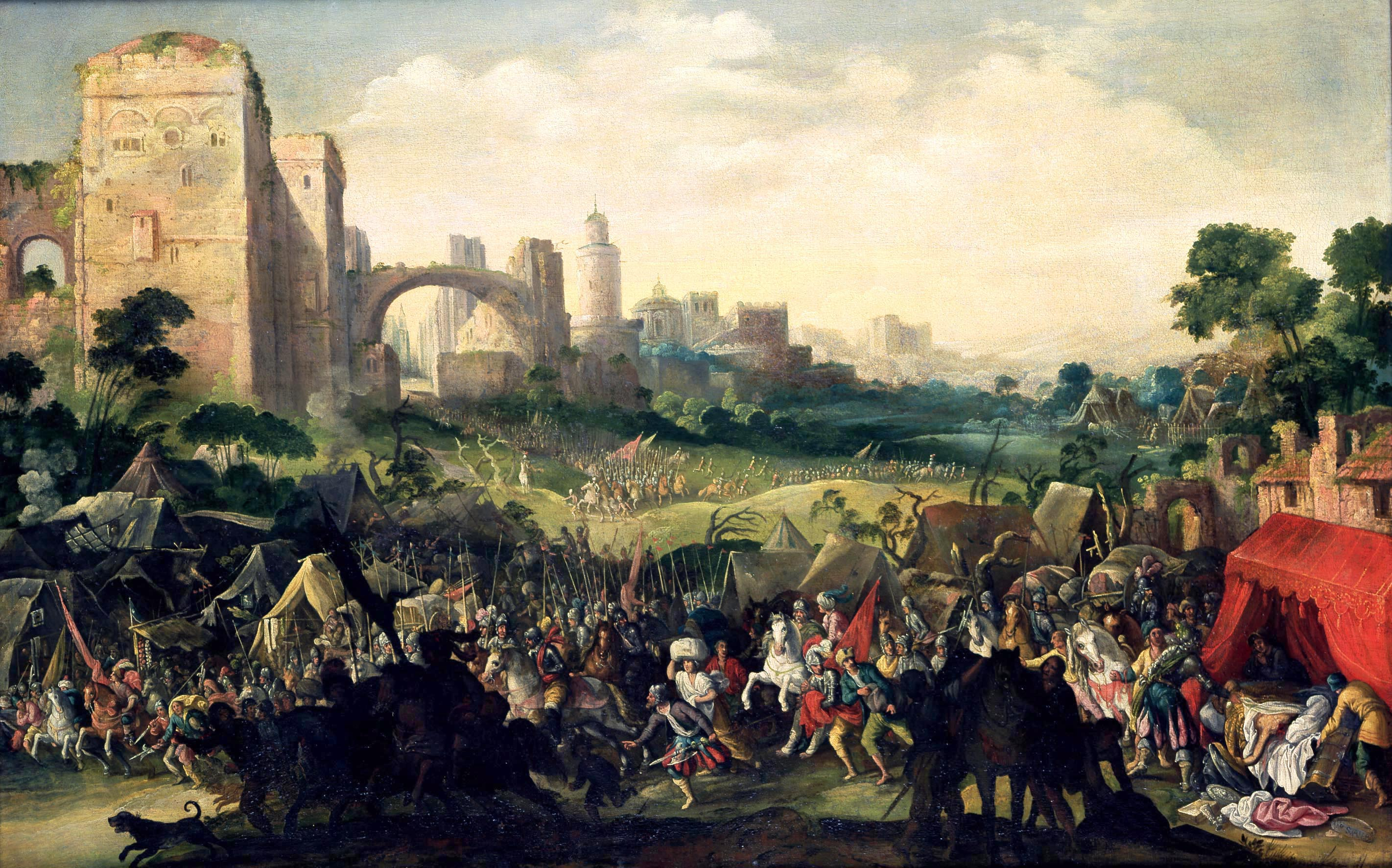
El asedio de Betulia, óleo sobre lienzo, 101 x 125,5 cm, Leiden, Museum De Lakenhal.

Jacob Isaacsz. van Swanenburg (Leiden, 21 de abril de 1571-Utrecht, 16 de octubre de 1638) fue un pintor del Siglo de oro neerlandés, recordado principalmente como primer maestro de Rembrandt, a quien tuvo como aprendiz en su taller de 1621 a 1623.

## Biografía
Hijo de Isaac Claesz. van Swanenburg, pintor de historia y retratos y burgomaestre de Leiden entre 1596 y 1607, y hermano mayor de Claes, también pintor, y Willem van Swanenburg, grabador, tras iniciarse en el estudio de la pintura en el taller paterno, hacia 1591 emprendió, como tantos otros maestros holandeses, un viaje de formación a Italia. Según declaró años más tarde, es posible que se dirigiese en primer lugar a Venecia, donde habría estudiado pintura sin maestro. Pasó luego, sin que pueda precisarse la cronología, por Florencia y Roma, antes de establecerse hacia 1596 en Nápoles, donde firmó algunas de sus obras, como El asedio de Betulia del Museum De Lakenhal (Leiden), con la decapitación de Holofernes, italianizando su nombre y apellido: Iacopo Swanenburgo. En Nápoles contrajo matrimonio el 28 de noviembre de 1599 con Margaretha De Cardone o Margherita Cordona, hija de un comerciante napolitano.

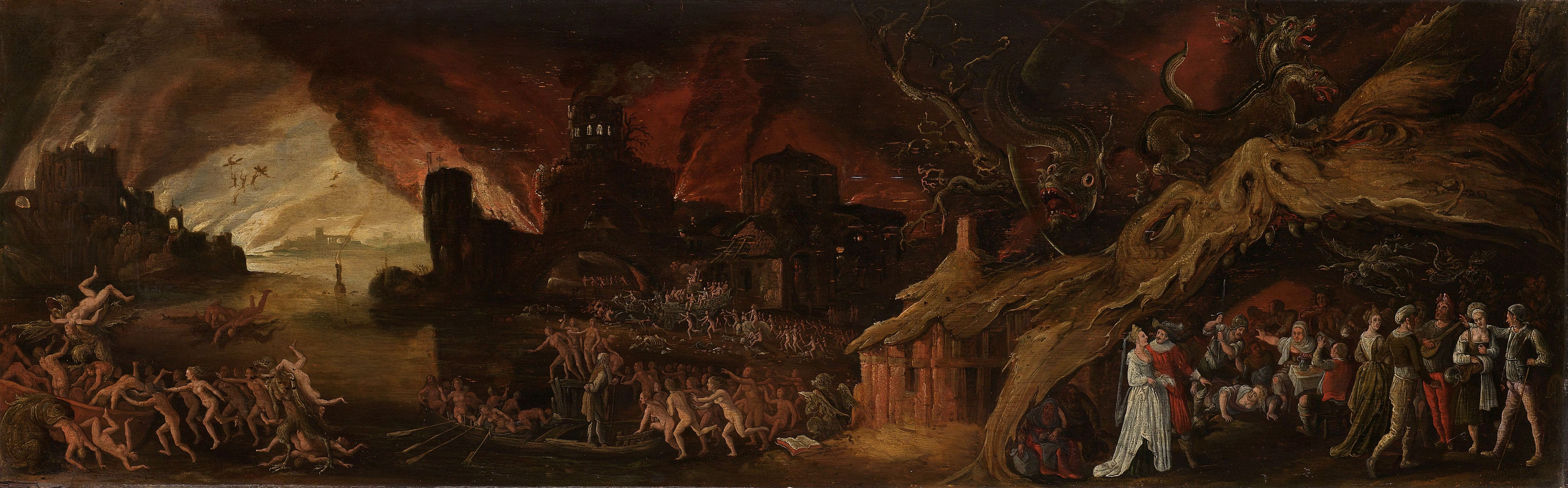
El juicio final y los siete pecados capitales, óleo sobre tabla, 28 x 88 cm, Ámsterdam, Rijksmuseum.

De su larga estancia en Nápoles apenas se conserva más documentación que la referida a un incidente con la Inquisición ocurrido en 1608. En mayo de ese año alquiló una tienda en uno de los barrios más concurridos de Nápoles. Meses después, el 19 de noviembre, se presentaron en ella dos oficiales de la Inquisición con una citación para que compareciese ante el tribunal, acusado de tener expuestos en la calle unos óleos grandes en los que se mostraban demonios y brujas entregados a actividades indecorosas. Se le tomó testimonio los días 20 y 28 de noviembre. Declaró, en dialecto napolitano tras afirmar que no sabía latín, que tenía comenzadas aquellas pinturas desde hacía tres años y que las había sacado a la calle solo para limpiarlas y barnizarlas. Dijo ser pintor de profesión, oficio que había aprendido en Venecia sin maestro, y pudo convencer a los inquisidores de la rectitud de su comportamiento y buena fe, ajeno a cualquier trato con brujas, pues el proceso se cerró con solo una fuerte reprimenda.
En 1616 se encontraba de nuevo en Leiden, con intención quizá de ocuparse de los negocios paternos, fallecido poco antes, y en abril de 1617 regresó a Nápoles, donde había quedado su familia. En enero de 1618, con su mujer y sus tres hijos, se estableció definitivamente en Leiden. Falleció durante una visita a Utrecht el 16 de octubre de 1638. Fue enterrado, junto a su padre, en la Pieterskerk de Leiden, lo que hace pensar que, a pesar de la fe arminianista o remonstrante que se supone practicaba su familia, él simpatizase con el catolicismo, lo que explicaría también el matrimonio napolitano y el trato benigno recibido de la Inquisición.
Aunque, según la documentación, Swanenburg fue también pintor de retratos, ninguno se ha conservado y lo que se conoce de su obra son pinturas de historia con motivos bíblicos y mitológicos rebosantes de pequeñas figuras, y escenas infernales a la manera del Bosco y la pintura flamenca de principios del siglo XVI, una tradición de larga duración en los Países Bajos pero que ninguna influencia ejerció sobre el joven Rembrandt, aprendiz en el taller de Swanenburg de 1621 a 1623, tras abandonar los apenas iniciados estudios de filosofía en la Universidad de Leiden.